# Лемма Гаусса о приводимости многочленов
Ле́мма Га́усса — утверждение про свойства многочленов над факториальными кольцами, которое впервые было доказано для многочленов над кольцом целых чисел. Широко применяется в теории колец и полей, в частности, при доказательстве факториальности кольца многочленов над факториальным кольцом и теоремы Люрота.

## Формулировка
Пусть {\displaystyle R} — факториальное кольцо (например, кольцо целых чисел).
Тогда справедливы следующие два утверждения:
- Пусть {\displaystyle a\in R,\;\;\;f,g\in R[x],} {\displaystyle a} неприводимо (а значит и просто) в {\displaystyle R} и делит все коэффициенты произведения {\displaystyle f(x)g(x).} Тогда {\displaystyle a} также делит все коэффициенты или многочлена {\displaystyle f(x),} или многочлена {\displaystyle g(x).} В частности, если {\displaystyle f(x),g(x)} — примитивные многочлены (многочлен называется примитивным, если наибольший общий делитель его коэффициентов обратим, т.е. ассоциирован с единицей), то и многочлен {\displaystyle f(x)g(x)} примитивен;
- Если {\displaystyle Q} — поле частных кольца {\displaystyle R,} и если многочлен неприводим в кольце {\displaystyle R[x],} то он неприводим и в кольце {\displaystyle Q[x].}Более того, если многочлен примитивен в {\displaystyle R[x],} то верно и обратное.

Оба этих утверждения остаются верными, если вместо факториальных колец рассматривать области целостности, в которых любые два элемента имеют наибольший общий делитель.

## Доказательства для факториальных колец

### Доказательство 1
Докажем, что если простой элемент {\displaystyle p} кольца {\displaystyle R} является общим делителем коэффициентов {\displaystyle f(x)g(x)}, то он делит либо все коэффициенты {\displaystyle f(x),} либо все коэффициенты {\displaystyle g(x)}.
Пусть {\displaystyle f(x)=a_{0}+a_{1}x+\ldots +a_{n}x^{n}}, {\displaystyle g(x)=b_{0}+b_{1}x+\ldots +b_{m}x^{m}}, {\displaystyle n=\operatorname {deg} f,m=\operatorname {deg} g} — степени этих многочленов.
Допустим, что {\displaystyle p} не делит в совокупности ни коэффициенты {\displaystyle f(x),} ни {\displaystyle g(x).} Тогда существуют наименьшие {\displaystyle i,j} для которых {\displaystyle p\nmid a_{i}} и {\displaystyle p\nmid b_{j}.}
Коэффициент при элементе степени {\displaystyle i+j} многочлена {\displaystyle f(x)g(x)} имеет вид:
{\displaystyle \sum _{k<i}a_{k}b_{i+j-k}+a_{i}b_{j}+\sum _{l<j}a_{i+j-l}b_{l}.}
В соответствии с выбором {\displaystyle i,j} элемент {\displaystyle p} делит все слагаемые в этой сумме, за исключением {\displaystyle a_{i}b_{j},} который он не делит в силу своей простоты и факториальности {\displaystyle R.} Стало быть, он не делит и всю сумму, которая является одним из коэффициентов многочлена, и мы приходим к противоречию. Непосредственным следствием этого пункта является то, что если {\displaystyle f(x),g(x)} примитивны, то их произведение {\displaystyle f(x)g(x)} — тоже примитивный многочлен.
Пусть теперь {\displaystyle f(x)=f_{1}(x)f_{2}(x)} — факторизация в кольце {\displaystyle Q[x].} Домножив каждый из {\displaystyle f_{1}(x),f_{2}(x)} на общее кратное знаменателей их коэффициентов, получим, что {\displaystyle af_{1}(x)=h_{1}(x)\in R[x]} и {\displaystyle bf_{2}(x)=h_{2}(x)\in R[x]} и {\displaystyle abf(x)=h_{1}(x)h_{2}(x).}
Каждый из простых делителей {\displaystyle ab} делит все коэффициенты {\displaystyle h_{1}(x)h_{2}(x),} а значит и все коэффициенты одного из многочленов-сомножителей. Разделив на этот делитель и повторив процесс конечное число раз, получим факторизацию в кольце {\displaystyle R[x].}

### Доказательство 2
Обозначим {\displaystyle \operatorname {cont} (h):=\operatorname {gcd} (a_{0},...,a_{n})}, где {\displaystyle {a_{0},...,a_{n}}} — коэффициенты многочлена {\displaystyle h}. Тогда первое утверждение леммы Гаусса (его примитивная часть, которая легко распространяется на общий случай) легко приобретает следующий вид: если {\displaystyle \operatorname {cont} (f)\sim 1} и {\displaystyle \operatorname {cont} (g)\sim 1}, тогда {\displaystyle \operatorname {cont} (f\cdot g)\sim 1}.
Пусть {\displaystyle p} — простой, который делит {\displaystyle \operatorname {cont} (f\cdot g)}, ради противоречия. Раз у {\displaystyle f\cdot g} все коэффициенты кратны {\displaystyle p}, то {\displaystyle [f\cdot g]=[0]} в {\displaystyle R/(p)[x]}.
Так как {\displaystyle p} — простой, то {\displaystyle R/(p)} — область целостности и, следовательно, {\displaystyle R/(p)[x]} — область целостности. Но тогда {\displaystyle [f\cdot g]=[0]} может быть верно только тогда, когда либо {\displaystyle [f]=[0]}, либо {\displaystyle [g]=[0]}, то есть когда чей-то {\displaystyle \operatorname {cont} } кратен {\displaystyle p}, что противоречит тому, что все {\displaystyle \operatorname {cont} } ассоциированы с 1.